# تشاي هيوش
تشاي هيوش (بالإنجليزية: Chay Hews)‏ (30 سبتمبر 1976 في توومبا في أستراليا – )؛ هو لاعب كرة قدم سابق كان يلعب كلاعب وسط.

## وصلات خارجية
- تشاي هيوش على موقع رابطة كرة القدم اليابانية للمحترفين (اليابانية)
- تشاي هيوش على موقع عالم كرة القدم.نت (الإنجليزية)